# Abdul Aziz al-Hakim
Abdul Aziz al-Hakim (árabe: سید عبدالعزيز الحكيم) (Najaf,   1952 - Bagdá, 26 de Agosto de 2009), foi um teólogo e político iraquiano, que após o queda do presidente iraquiano, Saddam Hussein tornou-se o principal líder da Assembléia Suprema Islâmica do Iraque, o maior partido político do Conselho de Representantes daquele país.

## Biografia
Filho do Aiatolá Mushin al-Halkin, que foi o líder máximo do ramo xiita do Islã, durante muitos anos. Recebeu educação religiosa e participou desde jovem da oposição à ditadura do partido Baaz.
Por conta das atividades políticas foi preso em 1972, 1977 (ano em que participou da revolta popular xiita) e em 1979. Teve que fugir para o estrangeiro em 1974 e em 1982 foi um dos fundadores da Assembléia Suprema para a Revolução Islâmica no Iraque, a partir de seu exílio no Irã.
Abdul Aziz Al Hakim dirigiu o braço armado do partido, a Brigada Badr; regressou ao país logo após a Invasão americana do Iraque de 2003. Converteu-se em líder do partido após o assassinato de seu irmão, Mohamed Baqir Al-Hakim.
Graças à importância do seu partido, al-Hakin é um dos políticos mais poderosos do país, uma vez que o próprio governo de Nuri al-Maliki depende de seu apoio.